# Panellinios Athènes (basket-ball)
Maillots
Le Panellinios (en grec moderne : Πανελλήνιος) est un club grec de basket-ball. Le club joue désormais en division amateur.

## Historique
Le club de Panellinios (Panellinios Gymnastikos Syllogos) est basé dans le quartier de Kypseli à Athènes.
Le club dispute le Championnat A1, et fut sacré champion de Grèce à 6 reprises (1929, 1939, 1940, 1953, 1955, 1957), et aurait certainement remporté plus de titres sans l'interruption du championnat durant les années de la Seconde Guerre mondiale.
Dans les années cinquante, l'équipe est surnommée « le cinq en or », et il domine le basket grec, tout en réalisant de belles performances sur la scène européenne.
Le club fournit même la plus grande partie des joueurs de l'Équipe de Grèce de basket-ball, lors des Jeux olympiques d'été de 1952 à Helsinki.
Il n'existait pas encore à cette époque de compétitions européennes, et le club considéré par beaucoup, comme l'une des meilleures équipes européennes de la première partie des années 1950, aurait pu étoffer son palmarès, s'il avait participé à des compétitions continentales.
Le grand marqueur de l'équipe se nomme alors, Antónis Christéas.
Par la suite, le club finit 3e du championnat grec en 1970 et 1978, et dispute la finale de la coupe de Grèce en 1987.
Les années 1990 sont plus délicates pour le club, le club est relégué en seconde, puis en troisième division.
En 1999, le club change de dirigeants, et retrouve l'élite en 2004, emmené par les frères Soulis, et Marijan Kraljevic.
En 2006, Panellinios retrouve les playoffs, avec dans son effectif, Damir Mulaomerović, Dimitrios Tsaldaris et Ruben Boumtje-Boumtje, il finit 6e après une élimination contre Aris BC en quart de finale.
Lors de la saison 2006-2007, le club termine 5e, avec des joueurs tels que Gary Trent, Mamadou N'Diaye ou l'international grec, Michalis Pelekanos, Panellinios s'incline à nouveau au même stade des quarts de finale, contre Paniónios BC.
Grâce à cette 5e place, le club se qualifie pour la première fois de son histoire pour la  Coupe ULEB, la seconde compétition européenne de basket-ball.
Cette première participation n'est pas fructueuse, Panellinios, éliminé dès le 1er tour, termine dernier de son groupe avec 1 victoire pour 9 défaites.
La saison 2007-2008 ressemble à la précédente, et Panellinios achève la saison à la même 5e place, avant de s'incliner à nouveau en quart de finale face, une nouvelle fois à Paniónios BC.
Le club déménage en 2010, quittant Athènes pour Lamía. En 2011, le club perd sa licence professionnelle et descend en division amateur.

## Palmarès
- Champion de Grèce : 1929, 1939, 1940, 1953, 1955, 1957

## Entraîneurs successifs
- Giorgos Kalafatakis
- Nikos Nissiotis (el)

## Joueurs célèbres ou marquants
- Níkos Ikonómou
- Aristídis Roubánis
- Albert Mallah
- Michalis Pelekanos
- Andreas Glyniadakis
- Christos Tsekos
- Damir Mulaomerović
- Brad Newley
- Ruben Boumtje-Boumtje
- Mamadou N'Diaye
- Chris Owens
- Malik Dixon
- Dylan Page